# Parc du domaine de Sandricourt
Le parc du domaine de Sandricourt est un jardin réalisé entre 1880 et 1900 par Henri et Achille Duchêne, deux architectes paysagistes (père et fils), situé sur les deux communes de Méru et  Amblainville, villages au centre du département de l'Oise, en région Hauts-de-France en France.
L'allée de la Marquise, qui s'étend sur plus de 4 kilomètres à partir du château, fait l’objet d’un classement au titre des monuments historiques depuis le 18 juillet 1991,,.

## Historique
En 1908, le domaine est acquis par Robert Walton Goelet.
L'allée dite de la Marquise ; le grand parterre, dit parterre de Diane ; la cascade de fleurs ; et la clairière ronde ont été inscrits au titre des monuments historiques par arrêté du 18 juillet 1991.